# Clapham Common
Clapham Common est un parc de Londres au Royaume-Uni, situé près de Clapham.
D'une superficie de 89 hectares répartis sur les boroughs londoniens de Lambeth (46 ha) et de Wandsworth (43 ha), il s'agissait autrefois d'anciennes prairies qui appartenaient
aux paroisses de Clapham et Battersea.
Il est desservi par deux stations du métro de Londres : Clapham Common et Clapham South.

## Galerie

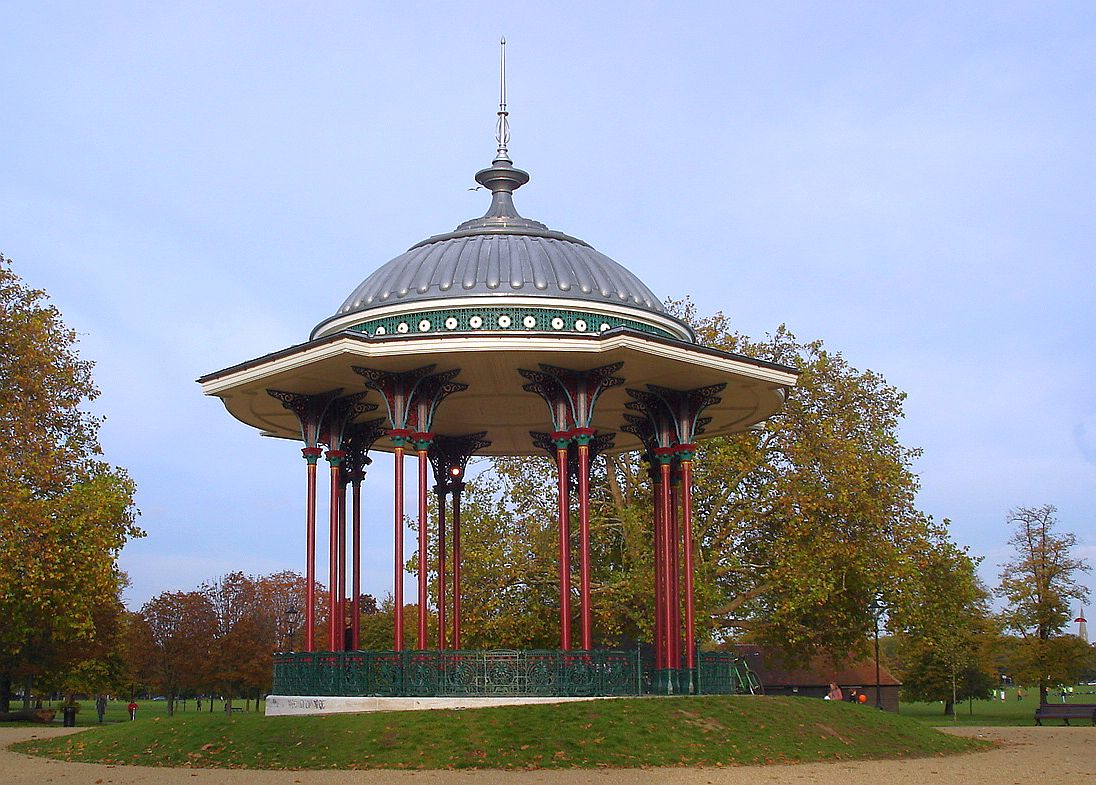
Kiosque à musique
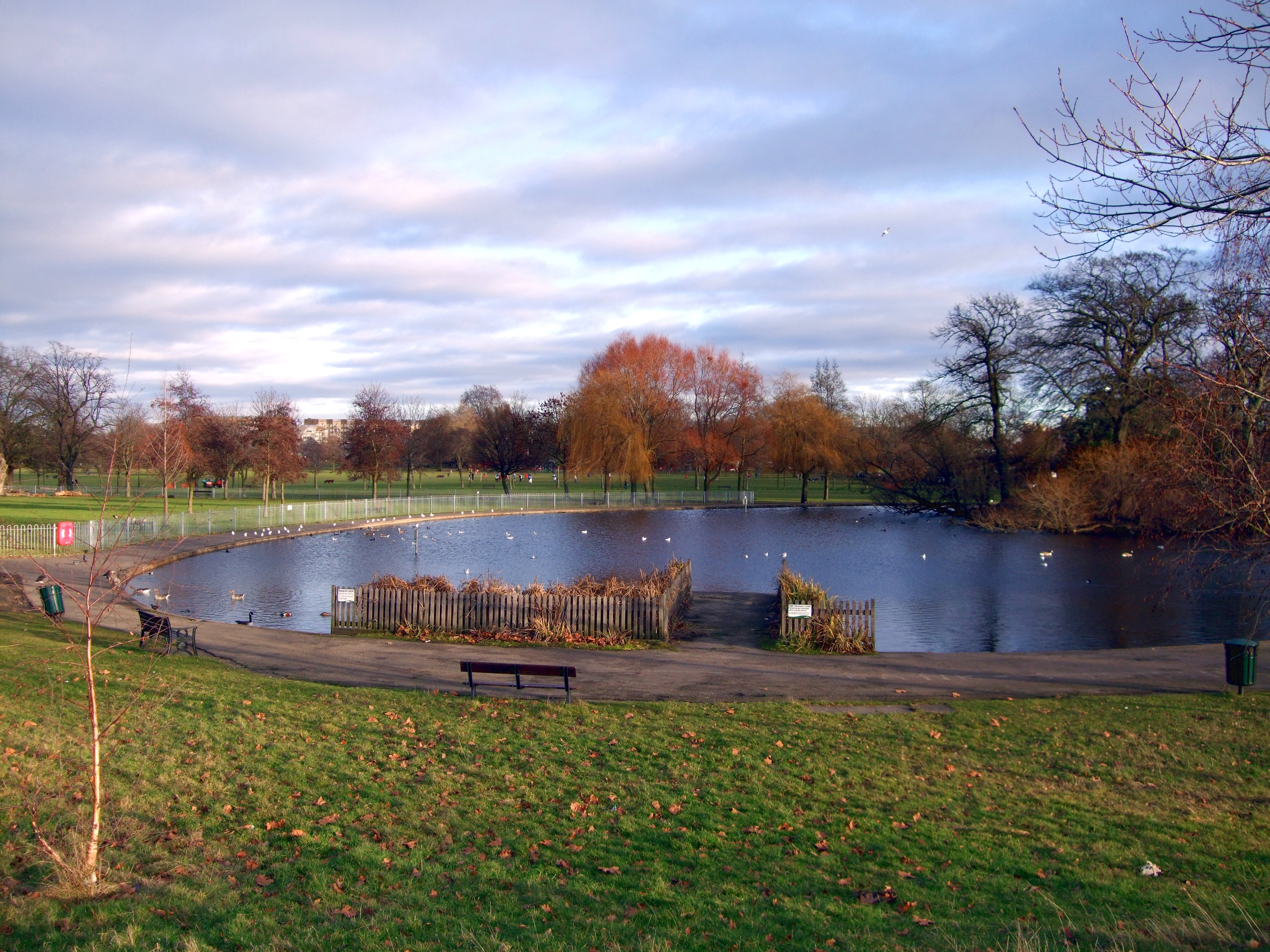
Etang dans le parc
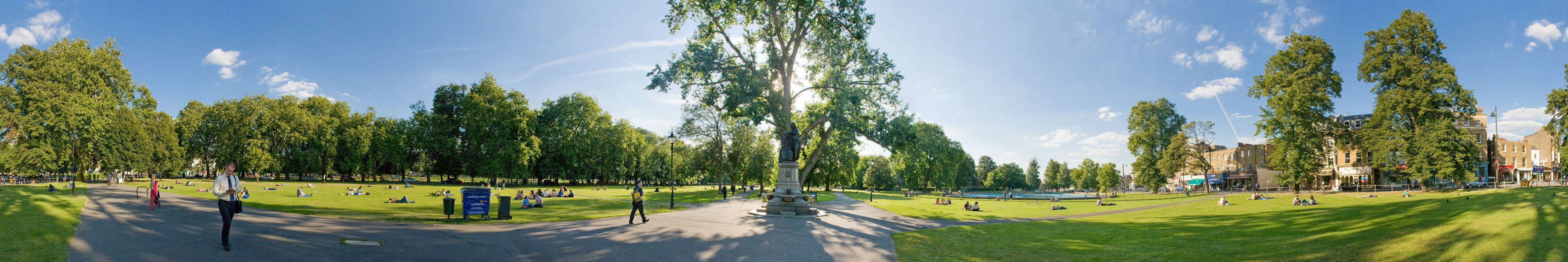
Panorama
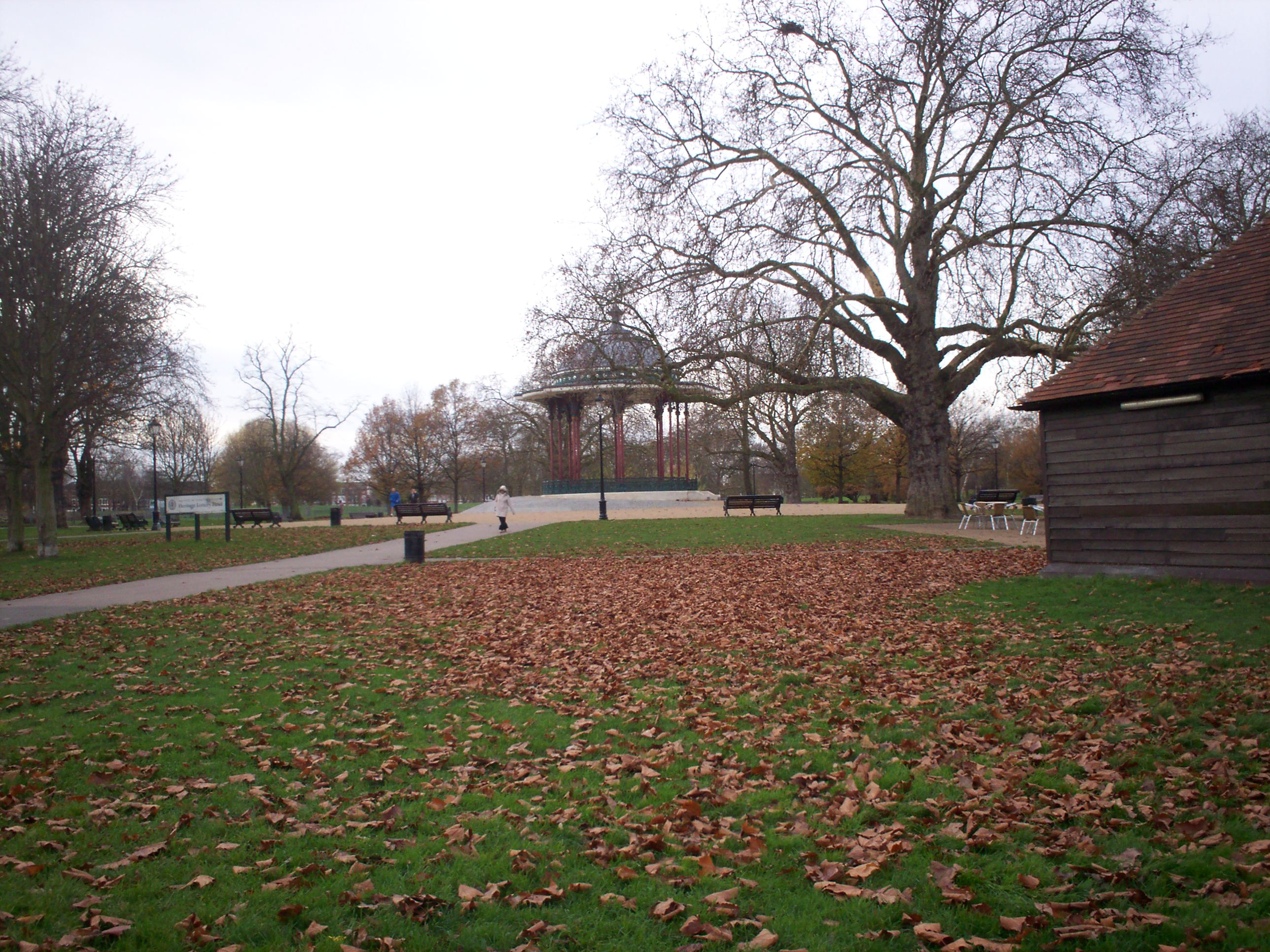
Une vue